# Воропаев, Владислав Валерьевич
Владисла́в Вале́рьевич Воропа́ев (род. 16 августа 1995, Нижний Тагил) — российский хоккеист, защитник. В настоящее время является игроком пермского клуба «Молот-Прикамье», выступающего в ВХЛ.

## Карьера
Владислав Воропаев — воспитанник нижнетагильского «Спутника». На драфте КХЛ в мае 2012 года был выбран «Автомобилистом» в 5-м раунде под номером 110, но следующие 2 сезона оставался в расположении нижнетагильского клуба. В матче против «Юниора», состоявшемся 2 октября 2012 года, защитник дебютировал во втором дивизионе Молодёжной хоккейной лиги.
6 октября 2012 года Воропаев впервые отметился результативным действием, отдав голевую передачу, с которой Дмитрий Синяков поразил ворота «Мечела», а 2 декабря того же года забросил первую шайбу в лиге (в ворота «Ястребов» с передачи Руслана Усманова).
Всего за 2 сезона, проведённых в МХЛ-Б за «Юниор-Спутник», хоккеист (с учётом плей-офф) сыграл 69 матчей, забросил 5 шайб и сделал 22 голевые передачи.
Защитник впервые сыграл за «Спутник» в Высшей хоккейной лиге 24 декабря 2013 года в матче против «Зауралья» и в первой же своей игре отдал голевую передачу на Дениса Гурьева.
Первую, и единственную в сезоне, шайбу хоккеист забросил в ворота красноярского «Сокола» 15 января 2014 года.
6 сентября 2014 года в матче против «Медвешчака» Воропаев дебютировал за «Автомобилист» в Континентальной хоккейной лиге. В ноябре 2014 года играл за молодёжную сборную России на турнире Четырёх наций в Чехии.

## Статистика
|           |               |       | Регулярный сезон | Регулярный сезон | Регулярный сезон | Регулярный сезон | Регулярный сезон | Плей-офф | Плей-офф | Плей-офф | Плей-офф | Плей-офф |
| Сезон     | Команда       | Лига  | Игр              | Г                | П                | Очк              | Штр              | Игр      | Г        | П        | Очк      | Штр      |
| --------- | ------------- | ----- | ---------------- | ---------------- | ---------------- | ---------------- | ---------------- | -------- | -------- | -------- | -------- | -------- |
| 2012/2013 | Юниор-Спутник | МХЛ-Б | 37               | 1                | 12               | 13               | 38               | --       | --       | --       | --       | --       |
| 2013/2014 | Юниор-Спутник | МХЛ-Б | 28               | 3                | 8                | 11               | 48               | 4        | 1        | 2        | 3        | 12       |
| 2013/2014 | Спутник       | ВХЛ   | 14               | 1                | 3                | 4                | 4                | --       | --       | --       | --       | --       |
| 2014/2015 | Автомобилист  | КХЛ   | 1                | 0                | 0                | 0                | 0                | --       | --       | --       | --       | --       |